# Giorgio Cambissa
Giorgio Cambissa (né le 17 mai 1921 à Bodio en Suisse, mort le 20 juin 1998 à Muravera) est un compositeur et chef d'orchestre italien.